# Refutación
Refutación es hallar el error en una argumentación general y explicar el mismo mediante el uso de citas, razones o pruebas.
La refutación es un enunciado, una afirmación, que tiene la siguiente estructura lógica: 

	A partir de una Hipótesis (=H) se pueden inferir Conclusiones (=C)
	y si estas Conclusiones no se dan ( ¬C)
	entonces la Hipótesis tampoco se da ( ¬H) 

Como ejemplo:

Hipótesis  (H): 	"todos los cisnes son blancos" y "en mi jardín hay ahora un cisne"
esto implica
Conclusión (C): 	"El cisne en mi jardín es blanco"
y afirmo
No Conclusión (¬C) :   "El cisne en mi jardín es negro"
esto implica
No Hipótesis (¬H) :    " no todos los cisnes son blancos"

En la nomenclatura de la lógica proposicional :
H = Hipótesis, premisa, teoría, conjetura, ...
C = Conclusión, predicción, enunciado básico, instancia refutadora, ...

La refutación es una tautología.  demostrado por la columna de la última implicación, en la que  todos los valores son verdaderos.
Las conclusiones Falsas no pueden destruir una afirmación refutadora.
En las líneas 2 y 4  las conclusiones son Falsas y sin embargo, la afirmación como un todo sigue siendo verdadera. Por eso el Modus tollendo tollens representado aquí, es irrefutable, tanto lógica como empíricamente, tal como sucede también con los teoremas matemáticos.
Retomando nuestro ejemplo de los cisnes, la afirmación que hemos hecho "El cisne en mi jardín es negro", puede ser verdadera o falsa. Desde un punto de vista estrictamente lógico, no importa si es verdadera o falsa puesto que la refutación es tautológica, verdadera en los 4 casos posibles. Tampoco importa si hay o no hay un cisne en mi jardín. Basta que sea potencialmente posible.
Diferente es la situación de hecho. Aquí si importa si la afirmación "El cisne en mi jardín es negro", es verdadera o falsa. Si se considera verdadera, entonces se ha producido una refutación de hecho. también denominada refutación empírica, puesto que depende de la experiencia concreta que tengamos al observar nuestro jardín.
En resumen, es necesario distinguir entre refutaciones lógicas y empíricas.
Las empíricas nunca son concluyentes, definitivas. Son inciertas, inseguras, cuestionables.
Quien supo distinguir muy bien entre refutación lógica (tautológica) y empírica (de hecho) fue Albert Einstein en su disertación Geometría y experiencia (Geometrie und Erfahrung (1921), pp. 3 ss.) :
 "En la medida en que los enunciados de la Matemática se refieren a la realidad, son inciertos; en la medida en que sean ciertos, no se refieren a la realidad." 
- Datos: Q2090618